# U Vrby
U Vrby je přírodní rezervace v nejstarší části Ždánického lesa v okrese Hodonín v Jihomoravském kraji, poblíž nejvyššího kopce U Slepice. Je dostupná po turisticky značených trasách a cyklostezkách. Pramení zde Lovčický potok a nedaleko i Jordánek. Rezervací prochází naučná stezka.

## Předmět ochrany
Předmětem ochrany v území jsou zbytky starých bučin a dubobučin s doupnými stromy. Kromě toho se zde vyskytuje i habr (Carpinus), lípa (Tilia), bříza (Betula) nebo javor babyka (Acer campestre).

### Květena
mařinka vonná (Galium odoratum), ostřice chlupatá (Carex pilosa), hvězdnatec čemeřicovitý (Hacquetia epipactis), kyčelnice cibulkonosná (Dentaria bulbifera), lipnice hajní (Poa nemoralis), jestřábník zední (Hieracium murorum).

### Ptáci
holub hřivnáč (Columba palumbus), datel černý (Dryocopus martius), krkavec velký (Corvus cora), kalous ušatý (Asio otus), žluva hajní (Oriolus oriolus), lelek lesní (Caprimulgus europaeus).

### Hmyz
tesařík bukový (Cerambyx scopolii), tesařík obrovský (Cerambyx cerdo), hřbetozubec jarní (Odontosia sieversii), roháč obecný (Lucanus cervus), bělásek topolový (Limenitis populi), batolec duhový (Apatura iris), pestrobarvec petrklíčový (Hamearis lucina), kropenatec žíhaný (Plagodis dolabraria),